# Forceville-en-Vimeu
Forceville-en-Vimeu é uma comuna francesa na região administrativa de Altos da França, no departamento de Somme. Estende-se por uma área de 2,97 km². Em 2010 a comuna tinha 243 habitantes (densidade: 81,8 hab./km²).